# Panamerikanische Spiele 2019/Leichtathletik – 5000 m der Männer

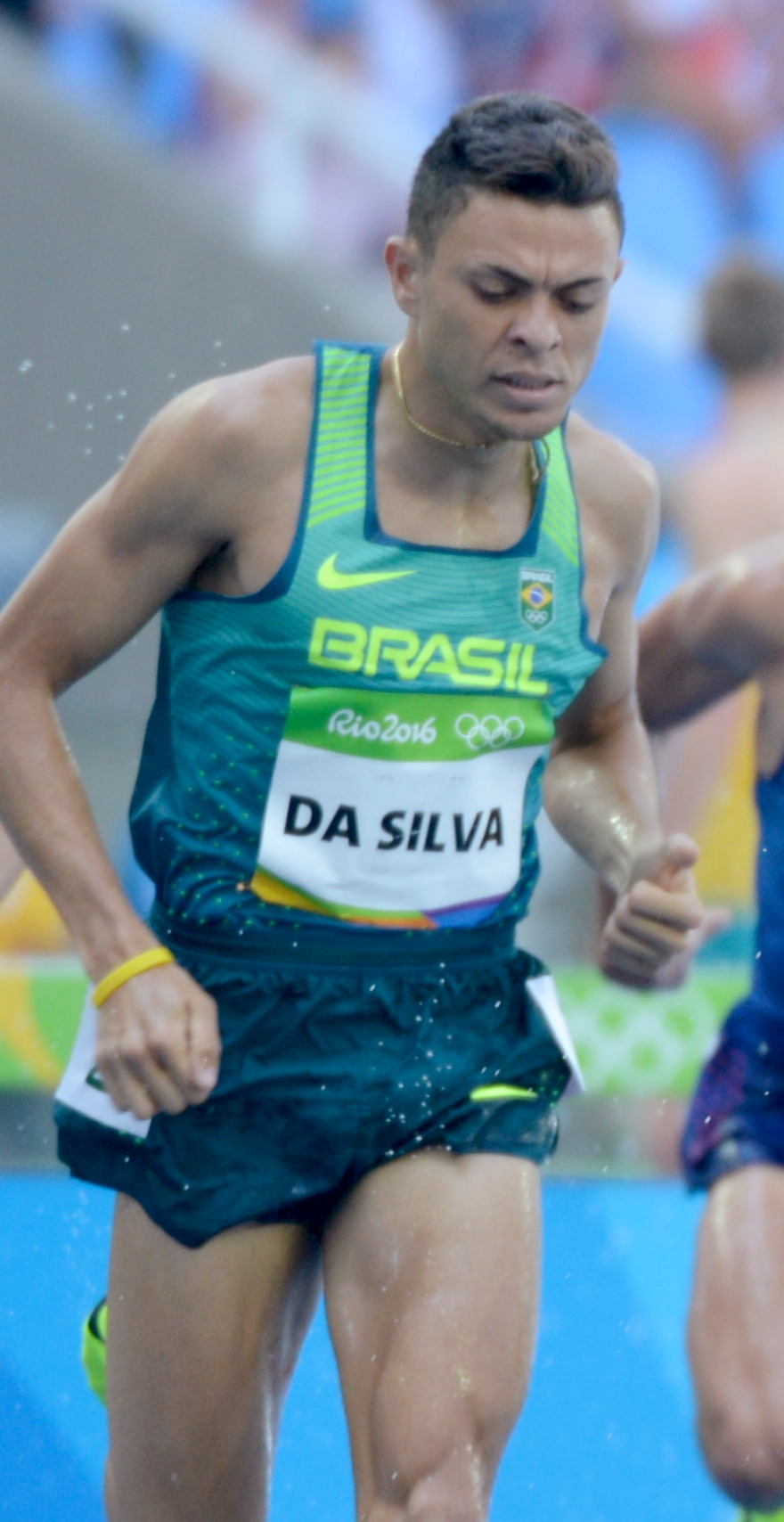
Altobeli da Silva (2016) gewann die Silbermedaille

Der 5000-Meter-Lauf der Männer bei den Panamerikanischen Spielen 2019 fand am 6. August im Villa Deportiva Nacional in der peruanischen Hauptstadt Lima statt.
Zwölf Läufer aus neun Ländern nahmen an dem Lauf teil. Die Goldmedaille gewann Fernando Daniel Martínez nach 13:53,87 min, Silber ging an Altobeli da Silva mit 13:54,42 min und die Bronzemedaille gewann Carlos Díaz mit 13:54,43 min.

## Rekorde
Vor dem Wettbewerb galten folgende Rekorde:
| Weltrekord        | Kenenisa Bekele | 12:37,35 min | Hengelo, Niederlande                                 | 31. Mai 2004  |
| Rekord der Spiele | Ed Moran        | 13:25,60 min | Panamerikanische Spiele in Rio de Janeiro, Brasilien | 23. Juli 2007 |

## Ergebnis
6. August 2019, 18:45 Uhr
| Platz | Athlet                   | Land               | Zeit (min) |
| ----- | ------------------------ | ------------------ | ---------- |
|       | Fernando Daniel Martínez | Mexiko             | 13:53,87   |
|       | Altobeli da Silva        | Brasilien          | 13:54,42   |
|       | Carlos Díaz              | Chile              | 13:54,43   |
| 4     | Federico Bruno           | Argentinien        | 13:55,75   |
| 5     | José Juan Esparza        | Mexiko             | 13:56,65   |
| 6     | José Luis Rojas          | Peru               | 13:57,77   |
| 7     | Ederson Pereira          | Brasilien          | 13:58,72   |
| 8     | Josef Tessema            | Vereinigte Staaten | 14:00,19   |
| 9     | Mario Pacay              | Guatemala          | 14:00,99   |
| 10    | Tyler Day                | Vereinigte Staaten | 14:01,13   |
| 11    | Daniel Toroya            | Bolivien           | 14:02,96   |
| 12    | Iván Darío González      | Kolumbien          | 14:10,82   |